# Хлорид дейтерия
Хлорид дейтерия — неорганическое соединение хлора и дейтерия с формулой DCl, бесцветный газ, хорошо растворяется в воде, является изотопной разновидностью хлороводорода. Смешивается с водой с образованием дейтеросоляной кислоты.

## Получение
- Растворение четырёххлористого кремния в тяжёлой воде:

{\displaystyle {\mathsf {SiCl_{4}+2D_{2}O\ {\xrightarrow {}}\ 4DCl+SiO_{2}}}}
- Растворение пятихлористого фосфора в тяжёлой воде:

{\displaystyle {\mathsf {PCl_{5}+D_{2}O\ {\xrightarrow {}}\ 2DCl+PCl_{3}O}}}
{\displaystyle {\mathsf {PCl_{5}+4D_{2}O\ {\xrightarrow {}}\ 5DCl+D_{3}PO_{4}}}}